# Johann Christoph Aulber
Johann Christoph Aulber, magyarosan Aulber János Kristóf (Waiblingen, 1675. január 29. – Königsburg, 1743. június 2.) evangélikus prédikátor.

## Élete
Matthäus Aulber fia. 1693-ban magiszter lett Tübingenben, 1700-ban diakónus Leidenben. 1700. november 30-án Oberesslingenben házasságot kötött Justina Sabina Hirschmannal. 1705. szeptember 4-én hívták meg Pozsonyba lelkésznek; innen 1711. július 12-én Luschenauba, Württembergbe ment; 1713-ban kirchemi szuperintendens lett, 1724-ben herbrechtingeni prépost; 1727-ben württembergi tanácsos és udvari lelkész Ludwigsbrunnban, végül 1730-ban apát Königsburgban.

## Művei
Alkotásait német nyelven írta, ezek pédikációk, illetve emlékezés a reformációra.
- Leichenpredigt auf den Tod Frauen Maria Susanna Schaundorf, gebohrnen Ratschinn von Neuhof in Oesterreich. (Pozsony), 1709
- Immanuel! die von Gott denen Gläubigen in dem Himmel beigelegte Krone der Gerechtigkeit, bei dem Leich-Begängniss der Eva Elisabethä Beiglerin gebohren Zaunerin. Nürnberg, 1709
- Pressburgisches Denckmahl, oder Vier christliche Predigten in Pressburg gehalten. Tübingen, 1711
- Gedächtniss der vor 200 Jahren durch D. Luther angefangenen Reformationen. Tübingen, 1713